# Emergency 4
Emergency 4 és un joc d'estratègia en temps real i simulació que et posa a la pell dels serveis d'emergència civils. Aquesta entrega és la quarta de la saga emergency que té varis desenvolupadors entre d'altres, sixteen tons entertainment o Quadriga Games
s

## Sinopsi
El joc, com els seus avantpassats (Emergency 1,2, i 3) i els seus predecessors (Emergency 2012) i Emergency 2013 i 5 (en desenvolupament) et permet resoldre una campanya on et trobaràs catàstrofes naturals, atemptats, segrestos, etc., i/o també jugar en un mapa fix d'una ciutat on se succeiran certs incidents que hauràs d'anar resolent de manera infinita o bé per grau de difcultat. Com més en resolguis, més crèdits podràs recollir, i així quan s'escaigui, més recursos operatius podràs mantenir al parc mòbil.

## Modificacions
A Emergency 4 és possible carregar mods o modificacions que són paquets comprimits en .zip o .rar que descarreguen una aparença nova al joc, ja sigui amb nous mapes, nous scripts o bé unitats noves, molts cops, inspirades en unitats reals. Aquests mods són molt complexos de realitzar i sovint triguen molt temps a sortir a la llum. Un exemple és el Barcelona city mod

## Editor
Emergency 4, conté també l'editor en que s'editen els models del joc i dels mods descarregats, així doncs els pots personalitzar, si en saps el suficient. Això si, les modificacions que hi facis hauràn de ser per a ús personal.